# IYPT Brasil 2010
O IYPT Brasil 2010 foi a quinta edição da versão nacional do IYPT (Torneio Internacional de Jovens Físicos). A Fase Final desta olimpíada científica foi disputada entre 10 a 12 de setembro de 2010 na cidade de São Paulo.
Para a Fase Classificatória, foram inscritos 39 times representando diversos estados brasileiros. As 10 melhores equipes foram selecionadas para a Fase Final, sediada pela Escola Politécnica da USP e pela Universidade Paulista.
Três anos depois da edição anterior organizada no país, este foi o primeiro IYPT Brasil realizado sob a coordenação da B8 Projetos Educacionais, responsável também pela implementação de outros eventos científicos no Brasil, como a IJSO .
De modo inédito, os melhores times disputaram as medalhas de ouro depois da disputa de um Physics Fight Final. Além disso, pela primeira vez houve transmissão ao vivo do evento pela internet.

## Problemas
Foram adotados durante o IYPT Brasil 2010 os mesmos problemas escolhidos pelo Comitê Internacional do IYPT para o ano corrente. Os 17 problemas versavam sobre múltiplas áreas da Física, como mecânica, eletricidade, óptica, entre outras.
Seguindo o estatuto do torneio, a organização de cada país ficou responsável pela tradução e ampla divulgação dos problemas em sites e blogs dedicados às ciências. A versão em português foi apresentada originalmente na página oficial do IYPT Brasil e posteriormente disponibilizada também livremente em diversos outros portais.

## Fase Classificatória
As equipes inscritas ficaram responsáveis pela elaboração de um relatório técnico sobre 5 entre as 17 questões propostas pelo torneio. O relatório deveria conter obrigatoriamente ao menos um experimento, incluindo descrição da metodologia, resultados obtidos e análise crítica. Também foram avaliadas as proposições teóricas selecionadas para a resolução de cada problema.

## Fase Final
As dez melhores equipes foram convidadas para a disputa da Fase Final do IYPT Brasil 2010, que adotou formato semelhante ao já consagrado há muitos anos na versão internacional da competição. Os times se enfrentaram em três rodadas de Physics Fights (PFs) e as melhores equipes foram classificadas para o Physics Fight Final.
Durante os PFs, os times foram avaliados por um corpo de jurados composto por professores de Engenharia e Física de universidades como a USP e o ITA, além de ex-participantes do torneio e de estudantes de graduação e pós-graduação. Atuaram como presidentes de sessão os membros da B8 Projetos Educacionais, responsável pela organização do evento.

### Programação
Sexta-feira, 10 de setembro: Escola Politécnica da USP 

19:30 - Credenciamento 

20:30 - Cerimônia de Abertura 

22:00 - Coquetel de Abertura
Sábado, 11 de setembro: Universidade Paulista 

08:30 - Reunião do Júri #1 

10:00 - Physics Fight #1 

13:00 - Almoço 

14:30 - Reunião do Júri #2 

15:30 - Physics Fight #2
Domingo, 12 de setembro: Universidade Paulista 

08:00 - Reunião do Júri #3 

09:00 - Physics Fight #3 

12:25 - Anúncio dos Finalistas 

12:30 - Almoço 

14:00 - Physics Fight Final 

17:30 - Cerimônia de Encerramento 

19:00 - Coquetel de Encerramento

## As disputas dos Physics Fights
A cada rodada, eram disputados simultaneamente três Physics Fights, com quatro times na Sala 01, três na Sala 02 e três na Sala 03. Os PFs disputados nesta última sala foram transmitidos ao vivo pela internet.

### Physics Fight #1
- Sala 01: Os Pensantes, Ajax, Avatar, Leviatã.
- Sala 02: Quarta Dimensione Viator, Tempo Ideal, Buraco Negro.
- Sala 03: Os Bósons de Gauge, Méson Pi, The Inverted Arrow of Time.

### Physics Fight #2
- Sala 01: Méson Pi, Avatar, Os Pensantes, The Inverted Arrow of Time.
- Sala 02: Tempo Ideal, Leviatã, Os Bósons de Gauge.
- Sala 03: Ajax, Buraco Negro, Quarta Dimensione Viator.

### Physics Fight #3
- Sala 01: Méson Pi, Os Bósons de Gauge, Leviatã, Buraco Negro.
- Sala 02: Avatar, Quarta Dimensione Viator, The Inverted Arrow of Time.
- Sala 03: Ajax, Os Pensantes, Tempo Ideal.

### Physics Fight Final
O Physics Fight Final foi disputado entre as três equipes com melhor desempenho acumulado na competição. Este foi o único PF em que cada time pôde escolher o problema a ser apresentado. Esta sessão final foi disputada no Anfiteatro da Universidade Paulista, também com transmissão ao vivo.
- The Inverted Arrow of Time - Problema 1: Canhão Eletromagnético.
- Os Bósons de Gauge - Problema 6: Gelo.
- Quarta Dimensione Viator - Problema 17: Gerador de Kelvin.

## Resultado Final
O resultado final foi divulgado durante a Cerimônia de Encerramento, realizada no Anfiteatro da Universidade Paulista. A solenidade também contou com apresentação especial sobre o projeto do IYPT Brasil 2011, destacando os novos problemas propostos pelo Comitê Internacional.

### Equipes premiadas
Ouro:
The Inverted Arrow of Time - Colégio Mater Amabilis
- Capitão: Lucas Henrique Morais[9]
- Leonardo dos Anjos Cunha
- Artur Carvalho Santos
- Julliana dos Santos Frassei
- Afonso da Silva Alves Bento
- Líder: Prof. Eduardo Pinho Prado

Prata:
Quarta Dimensione Viator - Colégio Integrado Objetivo
- Capitão: Francesco
- Gabriel Bonuccelli Heringer Lisboa
- Cássio dos Santos Sousa
- Matheus Lima Barbosa de Túlio
- Líder: Prof. Ronaldo Fogo

Os Bósons de Gauge - Colégio Objetivo
- Capitão: Victor Pinheiro Rosa
- Gustavo Iha Rodrigues de Moraes
- Luciana da Costa Marques[11]
- Carla Cristina Bove de Azevedo
- Mariko Hanashiro
- Líder: Prof. Ronaldo Fogo

Bronze
Leviatã - Instituto Dom Barreto
- Capitão: Mateus Braga de Carvalho
- Pedro Víctor Barbosa Nolêto
- Letícia Nunes de Oliveira
- Matheus Fernando de Carvalho Lopes
- Clinton Henry Colaço Conegundes
- Líder: Prof. Rawlison Ibiapina

Os Pensantes - Colégio Objetivo Santos
- Capitã: Bárbara Cruvinel Santiago
- Yasminy de Fátima Neves da Silva
- João Lucas Silveira Silva
- Líder: Prof. Gilberto Júnior Jacob

Ajax - Colégio Olimpo
- Capitão: Vitor Lucena Carneiro
- Cesar Haonat Faria
- Igor Franzoni Okuyama
- Pedro Henrique Pedrosa Torres
- Líder: Prof. Rodrigo Bernadelli Santos